# 258 av. J.-C.
Cette page concerne l'année 258 av. J.-C. du calendrier julien proleptique.

## Événements
- 18 avril (21 avril du calendrier romain) : début à Rome du consulat de Caius Sulpicius Paterculus et Aulus Atilius Calatinus[1].
  - Victoire navale du consul Paterculus à Sulci contre Carthage, qui ne conserve en Sardaigne que la forteresse d’Olbia[2]. L'amiral carthaginois vaincu, Hannibal Gisco, est crucifié par ses propres soldats. À l'automne, les Romains sont battus et chassés d’Olbia par le carthaginois Hannon (probablement le fis d'Hannibal)[3].
  - Les Romains reprennent l’avantage en Sicile. Les deux consuls essaient d’attaquer Panormos en vain, puis prennent Hippana (ou Sittana, selon Diodore) et Mytistraton dans le centre, et reprennent le contrôle d’Enna et de Camarina avant d’assiéger Lipara[4].

- Victoire navale d'Antigone II Gonatas sur Ptolémée II à Cos (date incertaine)[5].

- Fin de la dynastie légendaire des Hùng, régnant sur le Van Lang, au Viêt Nam[6].
- Ashoka ordonne la création de deux des sept grottes de Barabar près de Gaya, au Bihar, pour les moines Ajivika[7].